# Tapinoma wilsoni
Tapinoma wilsoni este o specie de furnică din genul Tapinoma descrisă de Sharaf și Aldawood în 2012, specia este endemică în Arabia Saudită.